# Ilopango (Stadt)
Ilopango ist ein Verwaltungsbezirk (Municipio) etwa zwölf Kilometer östlich von San Salvador, der Hauptstadt von El Salvador.

## Lage
Das Municipio befindet sich auf dem erodierten Schichtvulkan gleichen Namens, Ilopango. Es grenzt im Norden an Tonacatepeque und San Martín, im Osten an den Lago de Ilopango, im Süden an Santiago Texacuangos und Santo Tomás, und im Westen an Soyapango. Das Municipio gliedert sich in 4 Cantone und 31 Caseríos. Der Hauptfluss ist der Río Las Cañas und der Río cerro El Amatitán.
In der Landwirtschaft werden hauptsächlich Grundnahrungsgetreide und Kaffee angebaut. Es wird Viehzucht in den Bereichen Hausrind, Reitpferd, Maultier, Hausschwein und Geflügel betrieben.

## Geschichte
Der Kratersee Lago de Ilopango in der Caldera des Ilopango ist wegen des sich dort befindenden Luftwaffenstützpunktes bekannt. Der Gewerkschafter Miguel Mármol ist in Ilopango geboren. Er berichtete über die sozialen Probleme, welche die Errichtung der Luftwaffenbasis und der Garnison bewirkten.
Mármol beteiligte sich an der Organisation des Protestes der Fischer von Ilopango. Dalton  berichtete er über eine Petition der Fischer des Lago de Ilopango, welche sich gegen die Einfriedung der Ufergrundstücke wandte, welche die Ausübung des Fischfangs bedrohte. Die Gründungsversammlung der Partido Comunista de El Salvador fand an einem Strand des Ilopangosees statt. Miguel Mármol war eines ihrer Gründungsmitglieder.

## Aeropuerto de Ilopango
Am 20. März 1923 war der Flugplatz Ilopango als Militärflugplatz eröffnet worden. Zur Zeit des Ethnozids 1932 starteten hier Flugzeuge, um Indigenas zu bombardieren, und während der Iran-Contra-Affäre war hier ein Hangar für den US-Waffen- und Drogenhandel reserviert. Am heutigen Flughafen Ilopango ist auch der Sitz der Autoridad de Aviación Civil, der savaldorianischen Luftfahrtbehörde. 